# درابر كوفمان
درابر كوفمان (بالإنجليزية: Draper Kauffman)‏ هو ضابط أمريكي، ولد في 4 أغسطس 1911 في سان دييغو في الولايات المتحدة، وتوفي في 18 أغسطس 1979.